# 고래울로
고래울로(-路)는 인천광역시 서구 가좌동을 관통하고 있는 인천광역시의 도로로, 총 연장은 472m이다. 또한 도로명은 바닥이 깊고 기름진 논이 많다는 뜻의 옛 지명에서 명명한 것으로 유래되었다.

## 노선 정보
- 기점 : 인천광역시 서구 가좌동 (장고개로와 접촉, 장고개로 287번길과 직결)[1]
- 종점 : 인천광역시 서구 가좌동 (열우물로240번길과 접촉)[2]
- 총 연장 : 472 m

## 지리
- 통과하는 지자체 : 인천광역시 서구 가좌동
- 접촉하는 도로 : 장고개로

## 주변에 있는 시설
- 가좌동 두산위브트레지움
- 수협 인천가좌서지점
- 세븐일레븐 인천가좌공원점
- 가좌공원
- 가좌울공원
- 가재울트루엘에코시티아파트 (2023년 8월 입주 예정)